# Påfågelöga
Påfågelöga, Aglais io, är en fjärilsart som beskrevs av Jacob Hübner, 1819. ingår i släktet Aglais och familjen praktfjärilar, Nymphalidae. Arten förekommer i stora delar av Europa och Asien. En underart finns listad i Catalogue of Life, Aglais io geisha (Stichel, 1908).  

## Biologi
Påfågelöga har ett vingspann på 55–65 mm och dessa kännetecknas av tydliga blå ögonfläckar mot en rödbrun bakgrundsfärg. Äggen som är gröna och ovala läggs huvudsakligen på nässelblad och kläcks på cirka en vecka. Larven är vitprickigt svart, och växer under en knapp månad innan den förpuppas. Påfågelögat ligger i en gulgrön till brun puppa i cirka två veckor. 
Den imago fjärilen söker sig företrädesvis till röda och blå blommor – särskilt ängsvädd, hampflockel och olika arter som tillhör tistelsläktena Carduus och Cirsium. Fjärilen kan förflytta sig långa sträckor för att finna lämpliga blommor.
Fjärilen övervintrar som imago, och kan därför ses redan i april. I Sverige förökar sig påfågelögat enbart med en generation om året. Den är värmekrävande under ägg- och larvstadierna, och kan under kalla somrar helt slås ut från ett område. Vilket gör att utbredningen varierar över tid.

## Namn
Påfågelöga har fått sitt svenska namn från de ögonliknande fläckarna på fjärilens vingar som påminner om påfågelns fläckar på stjärtfjädrarna.

## Bildgalleri

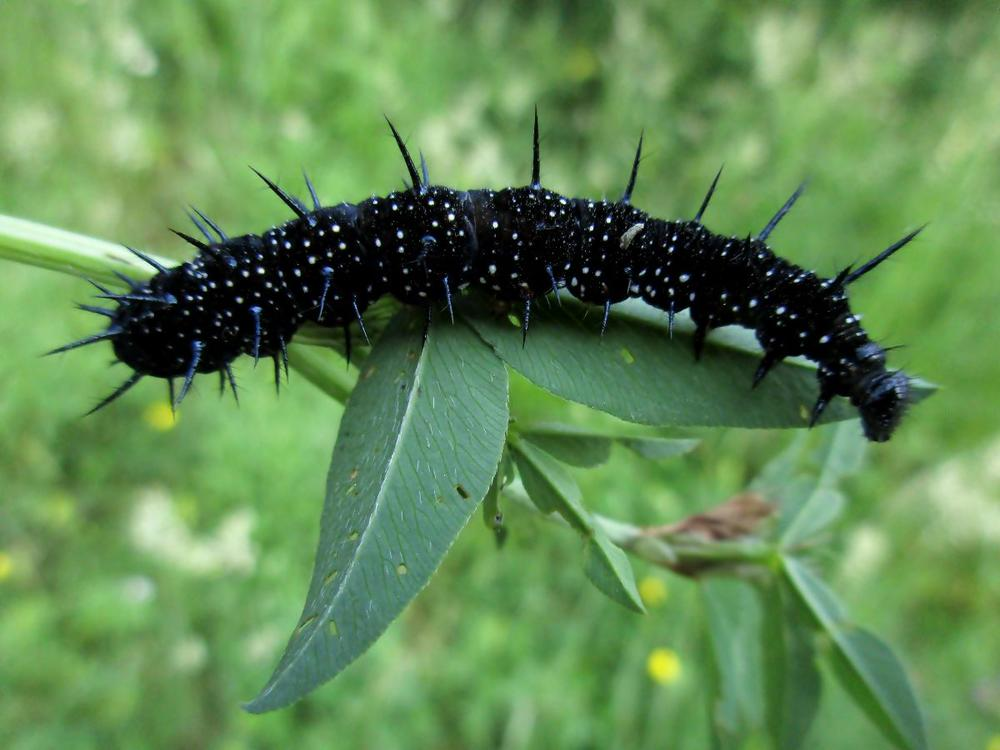
Fjärilens Larv.
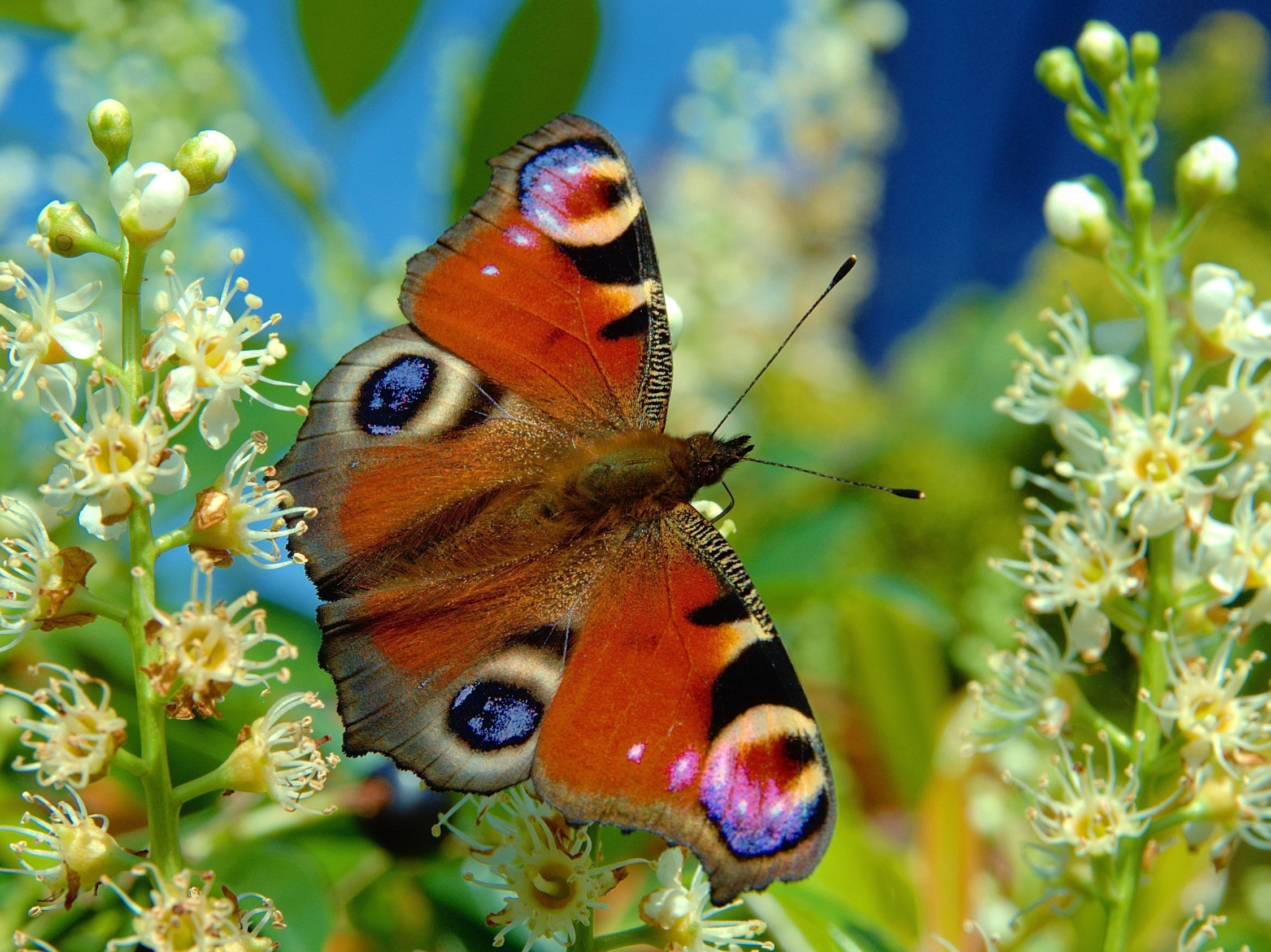
Imago fjäril.
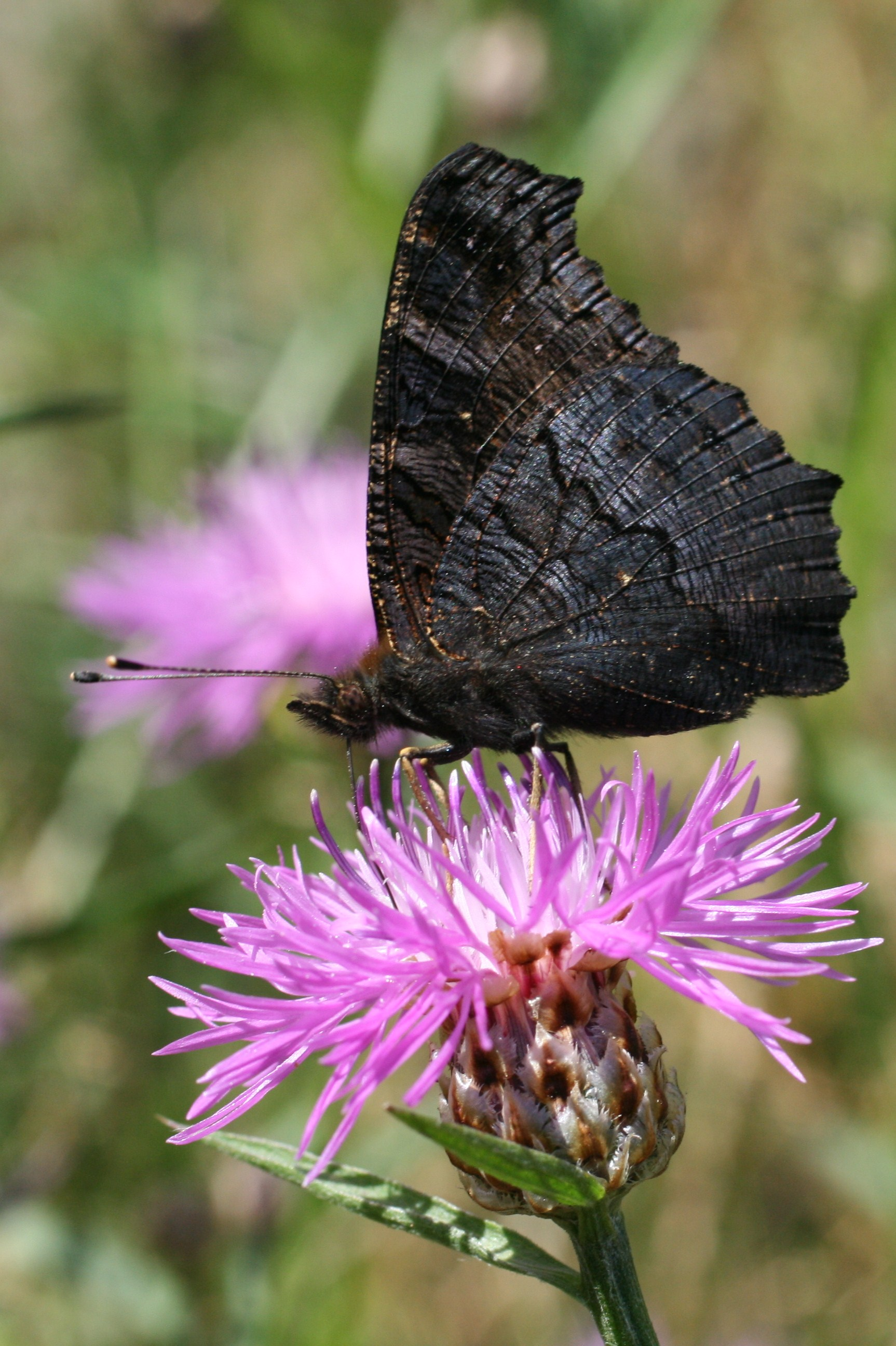
Imago fjäril som visar undersidan.
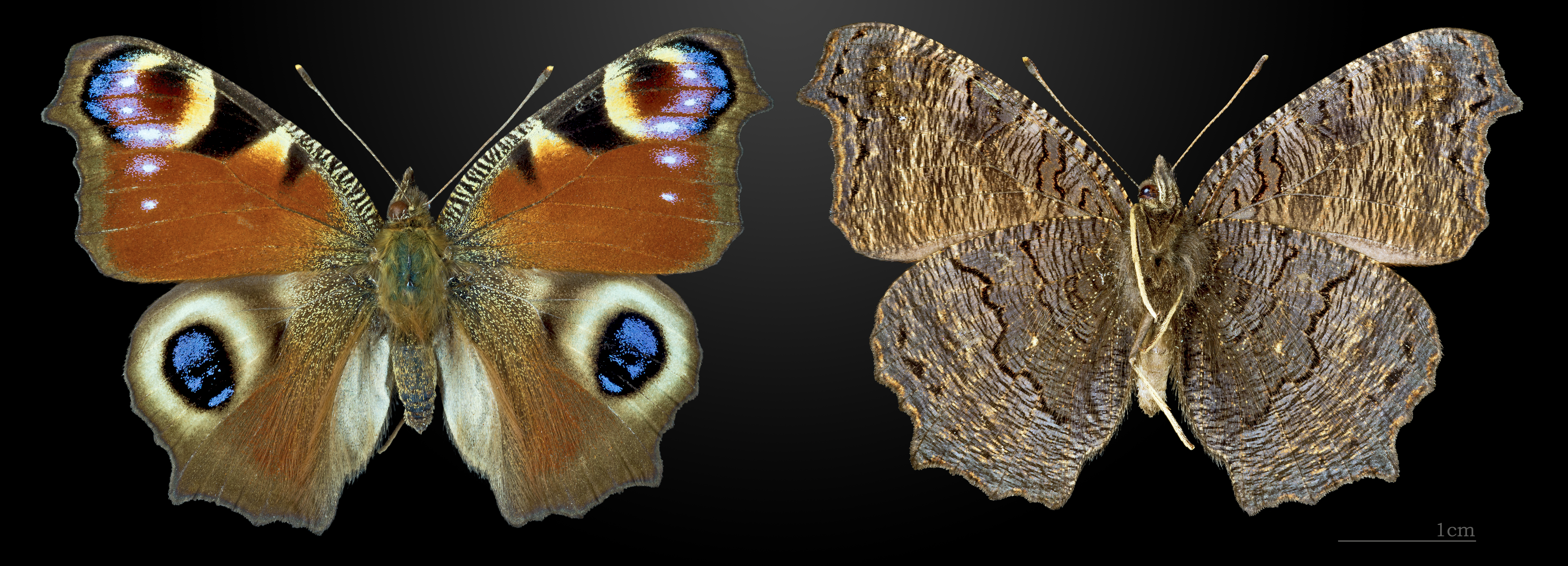
Preparerad (uppnålad) imago fjäril (över- och undersida av samma fjäril)